# Памятник А. С. Пушкину (Пушкин, Октябрьский бульвар)
Памятник Александру Сергеевичу Пушкину — скульптурный монумент в городе Пушкин. Расположен при въезде в город со стороны Санкт-Петербурга напротив Египетских ворот на пересечении Октябрьского бульвара и Дворцовой улицы. Памятник был выполнен скульптором Л. А. Бернштамом в 1912 году, на нынешнем месте установлен в 1938 году. Памятник является выявленным объектом культурного наследия.

## История
В начале XX века скульптор Л. А. Бернштам в своей парижской мастерской изготовил модель памятника А. С. Пушкину для Санкт-Петербурга. Эта модель понравилась императору Николаю II и была рекомендована для установки памятника в Царском селе к столетнему юбилею Царскосельского лицея. Модель экспонировалась в Салоне французских художников на Елисейских полях и была благосклонно принята критиками. В 1912 году скульптура была отлита в бронзе и вскоре отправлена в Россию. Однако первоначальный план установки памятника не был осуществлён.
Из документов известно, что в 1924 году эта скульптура находилась в царском павильоне на вокзале Детского (бывшего Царского) села. Тогда было решено переместить скульптуру в вестибюль здания бывшего Царскосельского лицея, который в то время являлся жилым домом.
В рамках подготовки к пушкинскому юбилею 1937 года хранитель дворцов-музеев архитектор В. И. Яковлев предложил вынести скульптуру из здания лицея и установить напротив Египетских ворот. Он же разработал проект реконструкции площади у Египетских ворот и выполнил архитектурную часть памятника. Работы по реконструкции площади и установке памятника были завершены в июле 1938 года.
Во время Великой Отечественной войны памятник серьёзно пострадал. Немецкие солдаты использовали его в качестве мишени для стрельбы из пистолета. В 1949 году памятник был отреставрирован, были заделаны 142 пулевых отверстия.

## Описание
Скульптор изобразил А. С. Пушкина в момент вдохновения. Он стоит в непринуждённой позе, облокотившись на парапет невской набережной и грациозно скрестив ноги. Его задумчивый взгляд обращён вдаль.